# Coelichneumon pulcherior
Coelichneumon pulcherior är en stekelart som beskrevs av Heinrich 1961. Coelichneumon pulcherior ingår i släktet Coelichneumon och familjen brokparasitsteklar. Inga underarter finns listade i Catalogue of Life.